# Коробков, Владимир Александрович (шашист)
Владимир Александрович Коробков (1938—2005) — советский спортсмен в русские шашки, мастер спорта по шашкам с 1962 года. В 1965 году на состоявшемся в Горьком 19-м лично-командном чемпионате РСФСР стал чемпионом РСФСР по русским шашкам в личном и в командном зачётах. В 1961 году на чемпионате РСФСР во Владимире поделил 2-6 места.